# 5 Ursae Minoris
5 Ursae Minoris, som är stjärnans Flamsteed-beteckning, är en ensam stjärna i den mellersta delen av stjärnbilden Lilla björnen. Den har en skenbar magnitud på ca 4,25 och är synlig för blotta ögat där ljusföroreningar ej förekommer. Baserat på parallaxmätning inom Hipparcosuppdraget på ca 9,1 mas, beräknas den befinna sig på ett avstånd på ca 359 ljusår (ca 110 parsek) från solen. Den rör sig bort från solen med en heliocentrisk radialhastighet av ca 9 km/s.

## Egenskaper
5 Ursae Minoris är en orange till röd jättestjärna av spektralklass K4- III, som har förbrukat förrådet av väte i dess kärna och expanderat bort från huvudserien. Den har en massa som är ca 1,9 solmassor, en radie som är ca 16 solradier och utsänder ca 447 gånger mera energi än solen från dess fotosfär vid en effektiv temperatur på ca 4 100 K.
5 Ursae Minoris är en mild bariumstjärna, vilket kan tyda på att den är en dubbelstjärna med en vit dvärg som följeslagare, och är mycket litiumsvag. Den misstänktes länge vara variabel, men noggranna mätningar har visat att den inte är variabel.